# Ichneumon bucculentus
Ichneumon bucculentus là một loài tò vò trong họ Ichneumonidae.